# Dawn McEwen
Dawn Kathleen Askin, coniugata McEwen (Ottawa, 3 luglio 1980), è una giocatrice di curling canadese.
Ha vinto la medaglia d'oro olimpica nel curling con la nazionale femminile canadese Olimpiadi invernali di Sochi 2014.
Nelle sue partecipazioni ai campionati mondiali di curling ha conquistato una medaglia d'oro (2008), una medaglia d'argento (2015) e una medaglia di bronzo (2010).
Nel 2013 ha sposato il collega Mike McEwen prendendo il suo cognome.